# German (Kamalov)
German (světským jménem: Ališer Muzaffarovič Kamalov; * 22. března 1968, Samarkand) je uzbecký duchovní Ruské pravoslavné církve a biskup sočinský a tuapsinský.

## Život
Narodil se 22. března 1968 v Samarkandu. Pokřtěn byl se jménem Alexej. Roku 1979 se rodina přestěhovala do Krasnodaru.
Po dokončení střední školy roku 1985 nastoupil na Krasnodarský polytechnický institut a v letech 1986–1988 sloužil v řadách Sovětské armády. V srpnu 1988 nastoupil na Leningradský duchovní seminář, který dokončil roku 1991. Poté pokračoval na Petrohradskou duchovní akademii. Studium dokončil roku 1997 po obhájení kandidátské práce na téma "Soteriologie Ruské pravoslavné církve a lidská práva v dialogu se sekulárním světem".
Dne 10. července 1991 byl arcibiskupem krasnodarským a kubáňským Isidorem (Kiričenkem) postřižen na monacha se jménem German na počest svatého Germana Valaamského.
Dne 12. července 1991 byl rukopoložen na hierodiakona a 19. srpna na jeromonacha.
V letech 1991–2008 byl představený chrámu Pokrova přesvaté Bohorodice ve stanici Jelizavetinskaja (město Krasnodar). V tomto období byl také vedoucím eparchiálního oddělení pro interakci s Federální vězeňskou službou a představeným chrámu svatých Borise a Gleba při Nápravném zařízení č. 14 v Krasnodaru. V letech 2006–2008 přednášel liturgiku na Jekatěrinodarském duchovním semináři.
Dne 15. dubna 2008 byl Svatým synodem jmenován duchovním chrámu svatého Mikuláše v Římě.
Dne 22. března 2011 byl Svatým synodem zvolen biskupem jejským a vikářem jekatěrinodarské eparchie. Dne 17. dubna 2011 byl povýšen na archimandritu a 29. dubna byl v Patriarchální rezidenci v Moskvě oficiálně jmenován biskupem. Dne 1. května proběhla v chrámu Zesnutí přesvaté Bohorodice Trojicko-sergijevské lávry jeho biskupská chirotonie. Světiteli byli patriarcha moskevský Kirill, metropolita krutický a kolomenský Juvenalij (Pojarkov), metropolita saranský a mordovský Varsonofij (Sudakov), metropolita volokolamský Ilarion (Alfejev), metropolita jekatěrinodarský a kubáňský Isidor (Kiričenko), arcibiskup istrijský Arsenij (Jepifanov), arcibiskup verejský Jevgenij (Rešetnikov), arcibiskup sergijevo-posadský Feognost (Guzikov), arcibiskup jegorjevský Mark (Golovkov), arcibiskup boryspilský Antonij (Pakanyč), biskup majkopský a adygejský Tichon (Lobkovskij), biskup solněčnogorský Sergij (Čašin) a biskup elistský a kalmycký Zynovij (Korzynkin).
Dne 27. července 2011 byl jmenován rektorem Jekatěrinodarského duchovního semináře.
Dne 12. března 2013 ho Svatý synod ustanovil biskupem jejským a timaševským a 16. července 2013 byl osvobozen od funkce rektora semináře.
Dne 28. prosince 2018 byl Svatým synodem jmenován biskupem sočinským a tuapsinským.
Od května do srpna 2020 byl dočasným správcem armavirské eparchie.